# Adriaan Richter
Adriaanus Johannes Richter (Johannesburg, 10 maggio 1966) è un ex rugbista a 15 sudafricano, terza linea centro dei Blue Bulls e del Benetton Treviso, e campione del mondo 1995 con gli Springbok.

## Biografia
Richter rappresentò i Blue Bulls in Currie Cup, militandovi fino al 1998 nel ruolo di terza centro in 137 incontri di campionato provinciale; fu selezionato per la prima volta in Nazionale sudafricana nel 1992 a Lione contro la Francia e fece parte della selezione che prese parte alla Coppa del Mondo di rugby 1995.
Fu, in un'occasione, anche capitano degli Springbok e si laureò campione del mondo terminando proprio durante il torneo la sua carriera internazionale.
Al termine del contratto con la Federazione sudafricana nel 1998 decise di trasferirsi in Italia al Benetton Treviso, club con il quale vinse due titoli di campione nazionale prima di ritirarsi dall'attività.

## Palmarès
- Coppe del mondo: 1
Sudafrica: 1995
- Currie Cup: 1
Blue Bulls: 1998
- Campionati italiani: 2
Benetton Treviso: 1998-99, 2000-01